# Sibelius
Sibelius — редактор нотных партитур для Microsoft Windows, Mac OS, Mac OS X и RISC OS от компании Sibelius Software (теперь часть Avid Technology). Этой программой пользуются композиторы, аранжировщики, исполнители, музыкальные издатели, преподаватели и студенты для создания музыкальных партитур и инструментальных партий.

## История
Sibelius был задуман близнецами Беном и Джонатаном Финнами в 1986 году и впервые был выпущен для компьютеров Acorn Risc PC в 1993 году, версии для Windows и Mac были выпущены в 1998 и 1999 годах соответственно. Ныне Sibelius и его основной конкурент Finale широко используется в нотных издательствах, в образовательных учреждениях. Ноты, набранные в программе Sibelius, используют как партитуру для звуковой дорожки в кино, телевидении, театре, а также для других целей. Sibelius является одной из наиболее популярных программ этого типа с «сотнями тысяч пользователей в 100 странах мира».

## Название
Название программы и выпустившей его фирмы совпадает с фамилией финского композитора Яна Сибелиуса. Нередко встречается мнение, что это имя было выбрано потому, что фамилия основателей фирмы — Финн. Впрочем, сами братья Финны утверждают, что не помнят причину, по которой было выбрано именно это имя.
Первоначальная версия для Acorn называлась Sibelius 7, но цифра 7 не являлась номером версии, а, скорее всего, была намёком на седьмую симфонию Сибелиуса. В версиях для Windows и Macintosh цифра 7 была отброшена и вместо неё использована обычная нумерация версий.
7 версия Sibelius вышла в 2011 году, в 2015 году появилась 8 версия, в марте 2016 года — версия 8.2. В 2018 году вышла улучшенная её версия Sibelius Ultimate 2018 и её субверсии 1, 2, 3, 4, рассчитанные на 64-битную систему Windows и Мас. Она сейчас годна к использованию. В 2021 году выпущен Sibelius для iPad и iPhone.